# Sala hipóstila

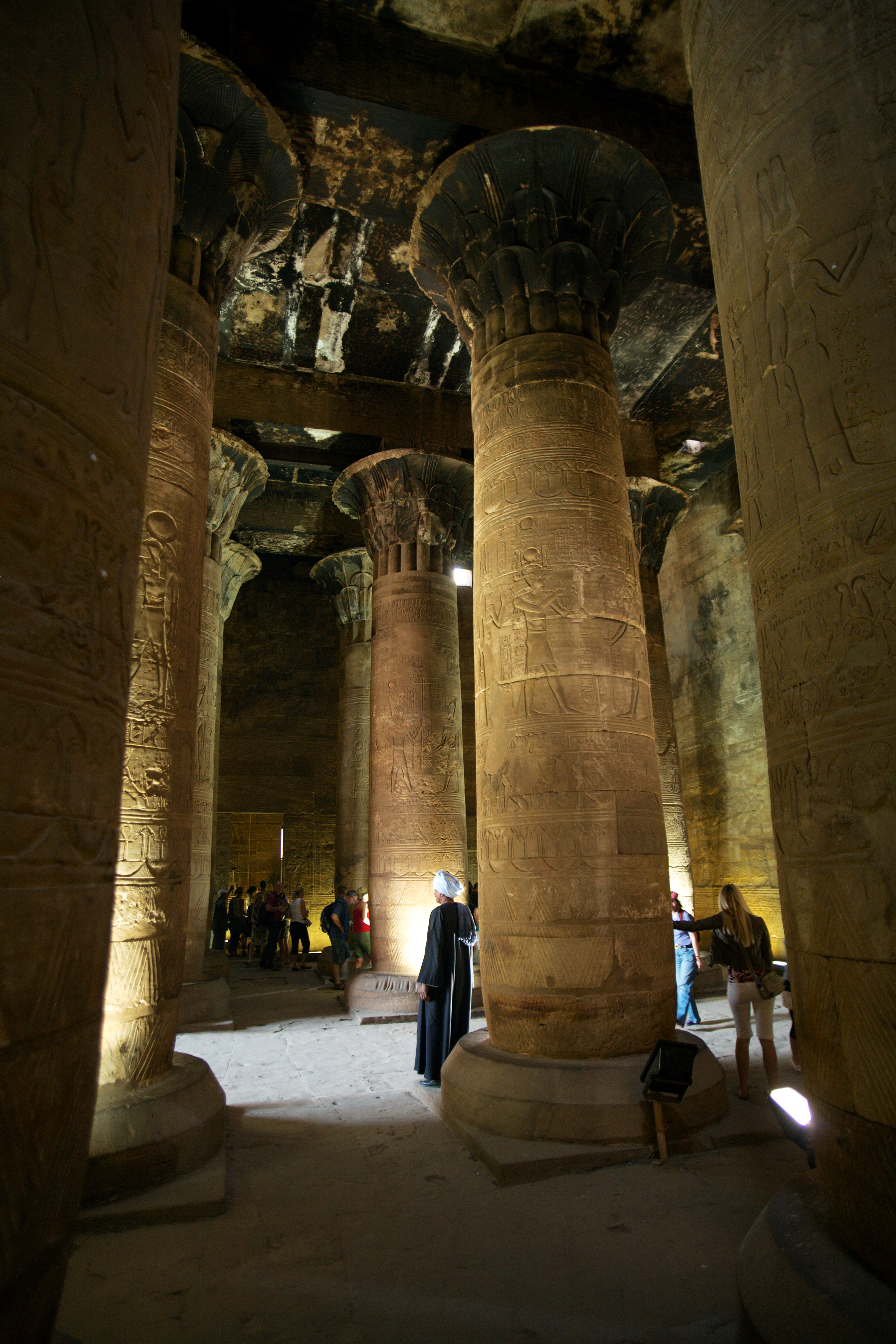
Sala hipóstila del templo de Edfu.

Sala hipóstila (del griego hypóstȳlos -prefijo hypó, "bajo", y stŷlos, "columna") es la denominación historiográfica de los recintos arquitectónicos cubiertos sostenidos por columnatas, que a veces llegan a ser verdaderos "bosques de columnas". Habitualmente son adintelados, de techumbre plana.

## Templo egipcio

Planta del templo de Luxor (E: sala hipóstila).

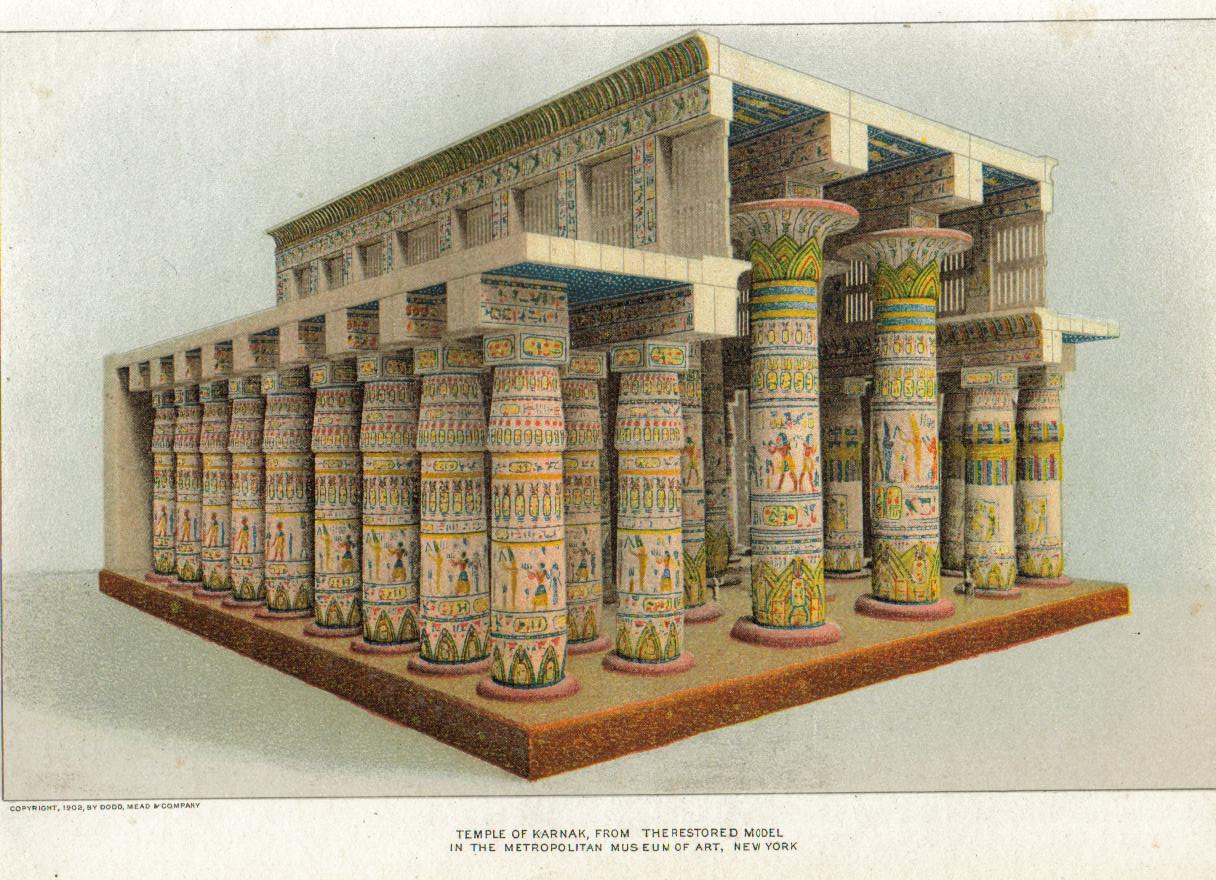

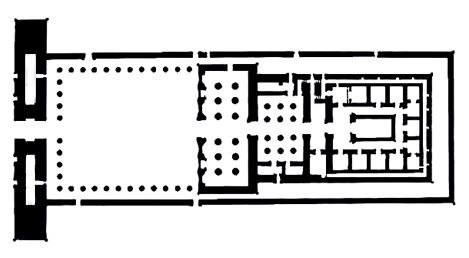
Planta del templo de Edfu.

En los templos egipcios la sala hipóstila era la estancia posterior a la sala hípetra y anterior a las piezas siguientes, cada vez más recónditas. A la sala hipóstila ya no tenía acceso el pueblo, pero sí la aristocracia; que no podía continuar a las zonas siguientes, reservadas en exclusiva para el faraón y los sacerdotes (la última suele denominarse sancta sanctorum por comparación al Templo de Jerusalén).
La más estudiada es la gran sala hipóstila del templo de Amón en Karnak. Sobre una planta rectangular (comparable a la planta "basilical" romana y paleocristiana), consta de una nave central de mayor altura flanqueada por dos naves laterales; todas sostenidas por columnas de capiteles papiriformes. Recibe una ligera iluminación a través de celosías superiores de la nave central, quedando las laterales perpetuamente a la sombra. Es una innovación de la Dinastía XIX, y simboliza el concepto de creación: la sala representa el pantano primordial (Nun) del que emergen los tallos de las plantas de papiro o de loto (representados por las columnas y sus capiteles). La luz (también un concepto divino) hace que se desarrollen más las plantas que la reciben (las columnas de la nave central) que las que permanecen en la oscuridad. Los templos de los ramésidas repiten este modelo (Ramesseum, templo de Khonsu en Karnak, templo de Amón en Luxor, templo de Ptah en Menfis, templo de los millones de años en Medinet Habu, templo de Bastet en Bubastis, templo de Toth en Hermópolis). A finales de la Baja Época el modelo se abandona, pero las salas hipóstilas siguen apareciendo en edificios ptolemaicos y romanos (templo de Hathor en Dendera, templo de Khnum en Esna, templo de Horus en Edfu, templo de Kom Ombo).

## Otros ejemplos

Restos de la apadana de Persépolis.

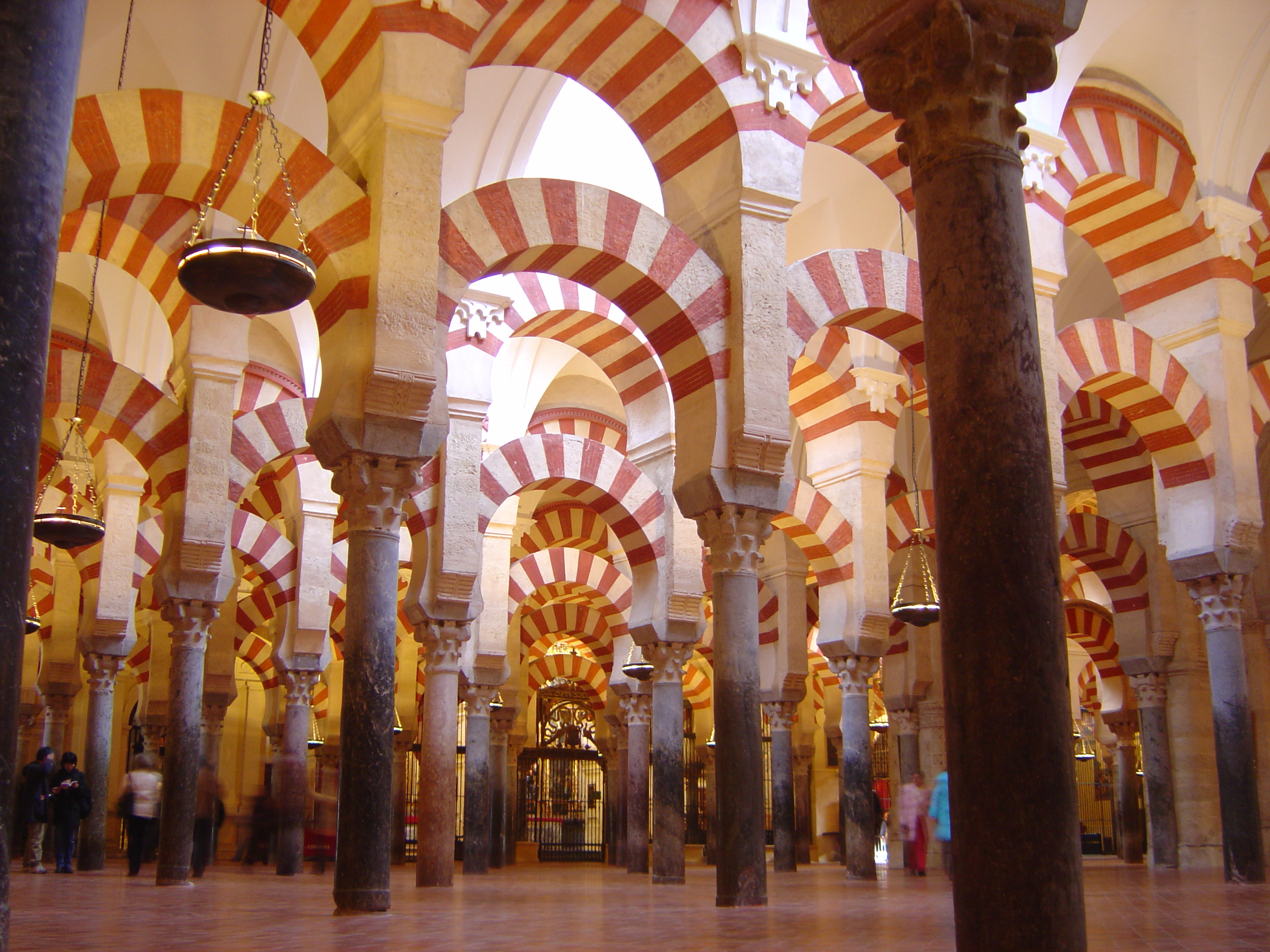
Sala de oración de la Mezquita mayor de Córdoba.

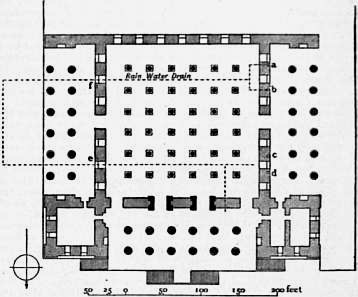
Ídem, planta.

Ídem, planta.

La mandapa de los templos de la India (sirve de vestíbulo al santuario en un complejo de templos).
La apadana de los palacios aqueménidas (Persépolis, Susa).
El Telesterion de Eleusis y el Eleusinion de la Acrópolis de Atenas.
La sala de oración de las mezquitas (haram).
Las catedrales, especialmente las que multiplican el número de naves, suelen contar con hileras de columnas o pilares que sostienen las cubiertas, aunque en este caso suelen estar abovedadas, no adinteladas. Además de contener las naves de mayor extensión, la Catedral de Sevilla tiene entre sus salas capitulares una llamada "hipóstila" o "de las columnas".
|  |  |

## Arquitectura contemporánea
|  |  |